# Сенад Лулић
Сенад Лулић (Мостар, 18. јануар 1986) је бивши босанскохерцеговачки фудбалер. Играо је на позицији крилног играча.

## Успеси
Лацио
- Куп Италије (2) : 2012/13, 2018/19,[4][5] (финале: 2014/15,[6] 2016/17)[7]
- Суперкуп Италије (2) : 2017, 2019,[8][9] (финале: 2013)[10]